# Żarówka

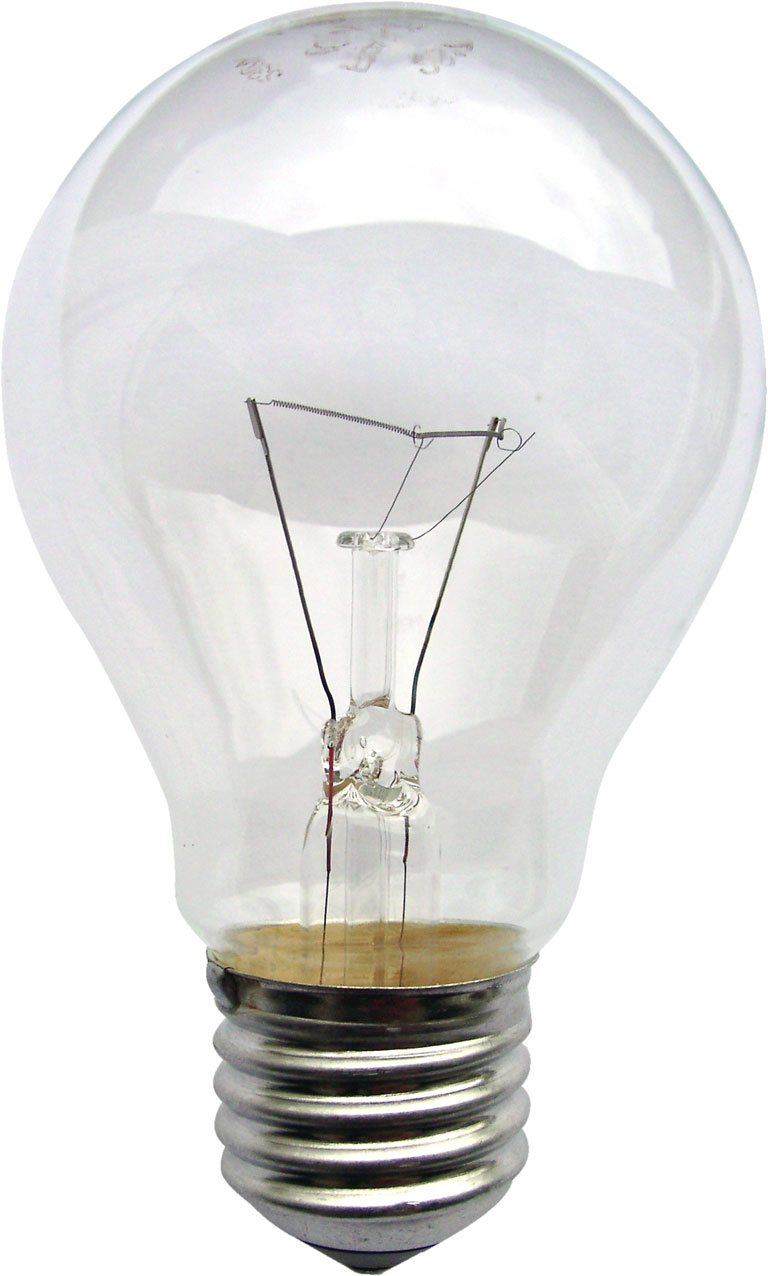
Standardowa żarówka

Budowa żarówki: 1 – szklana bańka, 2 – gaz obojętny, 3 – żarnik wolframowy, 4,5 – druty kontaktowe, 6 – podpórka, 7 – słupek, 8 – gwint kontaktowy, 9 – trzonek gwintowany, 10 – krążek izolacji cieplnej, 11 – stopa kontaktu elektrycznego-podpórka

Żarówka, lampa żarowa – elektryczne źródło światła, w którym ciałem świecącym jest silnie rozgrzane przepływem prądu włókno wykonane z trudno topliwego materiału (pierwotnie grafit, obecnie wolfram). Drut wolframowy jest umieszczony w szklanej bańce wypełnionej mieszaniną gazów szlachetnych (np. argon z 10-procentową domieszką azotu) lub próżnią. Włókno osiąga temperaturę 2500–3000 K. Pierwsze lampy żarowe konstruowano w połowie XIX w.
Standardowa żarówka składa się z bańki typu A (kształt gruszki) oraz trzonka E27. Bańka typu A często oznaczana jest skrótowcem GLS (ang. General Lighting Service), natomiast trzonek E27 oznaczany ES (ang. Edison screw). Najpowszechniej stosowane są żarówki z bańkami A55 i A60 oraz trzonkiem E27 (typ bańki – A, max. średnica baniek – 55 i 60 mm; gwint Edisona – E, zew. średnica gwintu – 27 mm).

## Historia

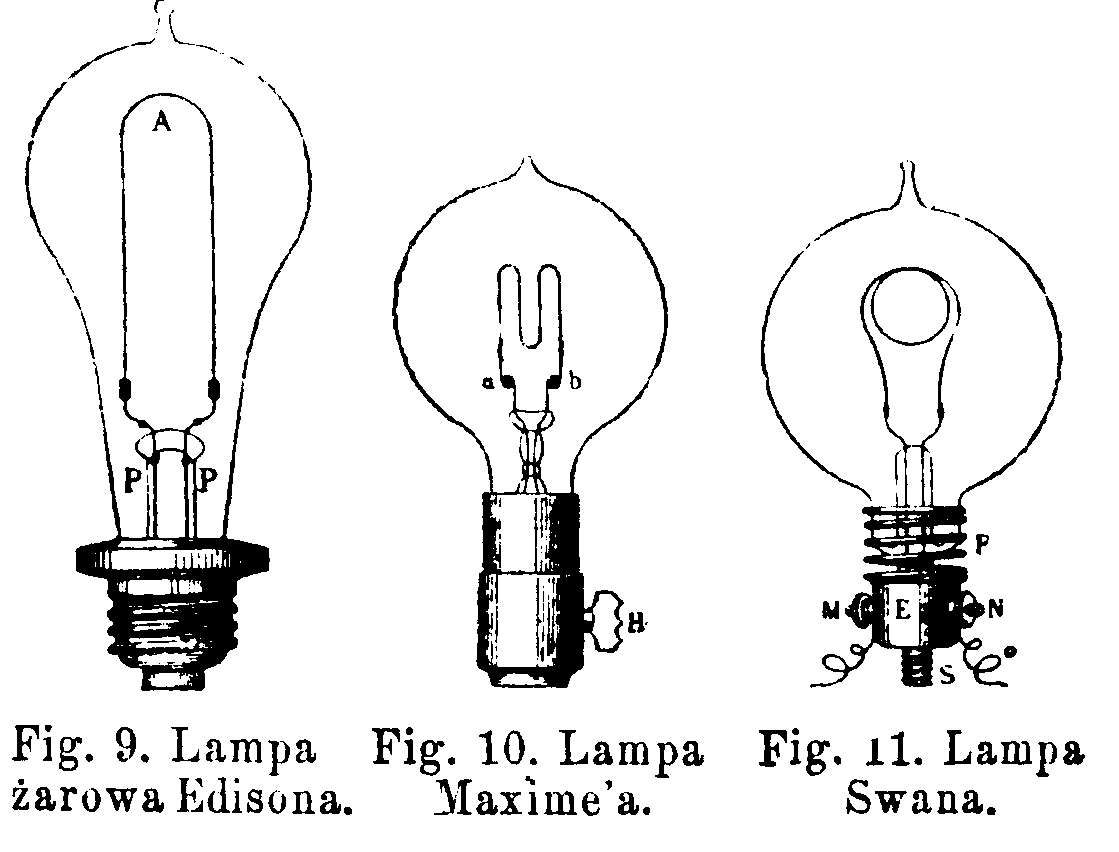
Żarówki konstrukcji Edisona, Maxima i Swana

Pierwsze próby o minimalnej trwałości:
- 1838 – włókno węglowe żarzące się w próżni (Marcellin Jobard)
- 1840 – drut platynowy żarzący się w próżni (Robert Grove)
- 1854 – pierwsze praktyczne wykorzystanie żarówki z włóknem ze zwęglonego bambusa do reklamy (Heinrich Göbel)
- 1860 – brytyjski patent na świecące włókno węglowe w bańce, z której wypompowano powietrze (Joseph Wilson Swan)
- 1878 – pierwsza nadająca się do praktycznego wykorzystania żarówka, patent brytyjski (Joseph Wilson Swan)
- 1878 – masowa produkcja żarówek w USA (Hiram Stevens Maxim utworzył United States Electric Lighting Company)
- 1879 – patent Thomasa Edisona
- 1883 – po raz pierwszy na Mazowszu zastosowano oświetlenie elektryczne, miało to miejsce w Markach w przędzalni spółki Briggs & Posselt[2]
- 1890 – wolframowy żarnik (Aleksandr Łodygin)

## Światło żarówki
Światło uzyskiwane z żarówek jest światłem zbliżonym do słonecznego i cechuje się dobrym wskaźnikiem oddawania barw oglądanych w tym świetle przedmiotów, świeci cały czas jednakowo, nie powodując efektu stroboskopowego. Widmo światła emitowanego przez żarówkę jest ciągłe, o niższej temperaturze barwowej (bardziej żółte) niż słoneczne. Temperatura barwowa światła emitowanego przez żarówkę wynosi ok. 2700 K. Wadą żarówek jest ich mała skuteczność świetlna, wynosząca zazwyczaj około 12 (od 8 do 16) lumenów/wat (niektóre mają sprawność poniżej 6 lumenów/wat), a także niska trwałość. Żarówka wykorzystuje ok. 5% energii na światło widzialne, a reszta energii jest tracona w emisji ciepła.

## Żarówka próżniowa
Skuteczność świetlna żarówki zależy od temperatury żarnika. W miarę zwiększania temperatury żarnika szybko zwiększa się szybkość parowania wolframu, wskutek czego następuje tworzenie się przewężeń drutu wolframowego, zwiększone nagrzewanie się drutu w tym miejscu i w końcu przepalanie się żarnika. Wolfram odparowany z żarnika osadza się na bańce w postaci ciemnego nalotu, który pochłania część światła emitowanego przez żarnik. Z tych względów w żarówkach próżniowych (w bańce panuje próżnia) temperatura żarnika nie powinna przekraczać 2600 K.

## Żarówka gazowana

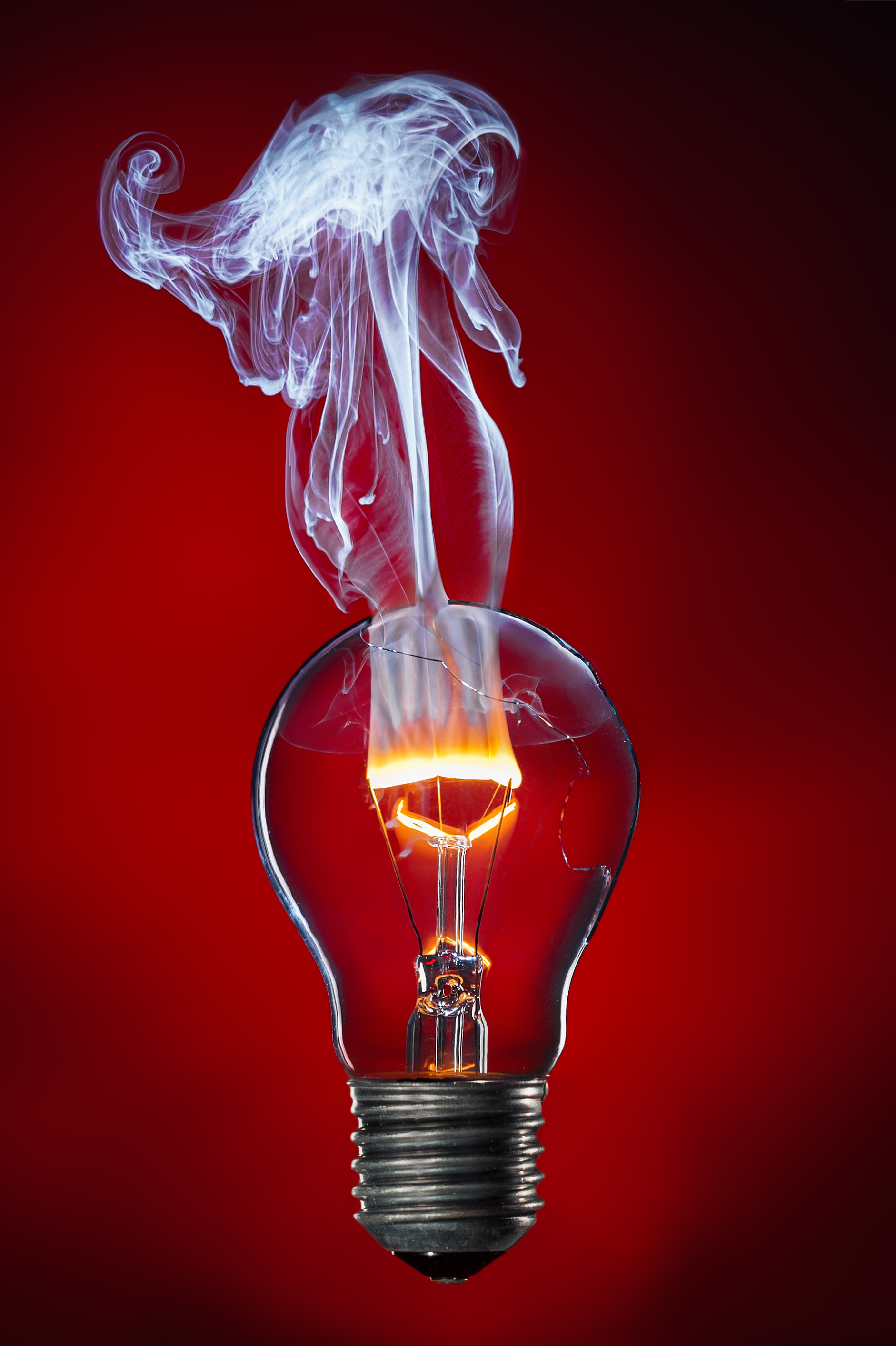
Uszkodzona żarówka gazowana. Po włączeniu zasilania żarnik zaczyna płonąć ze względu na obecność tlenu.

W celu zmniejszenia szybkości parowania wolframu, do wnętrza bańki wprowadza się gaz obojętny, powszechnie stosuje się argon z domieszką azotu. Wskutek zmniejszenia szybkości parowania wolframu żarnik żarówek gazowanych może pracować z wyższą temperaturą w wyniku czego uzyskuje się bielsze światło oraz większą skuteczność świetlną. Wprowadzenie gazu do wnętrza bańki powoduje, że część mocy doprowadzonej do żarnika jest odprowadzana poprzez gaz. Są to straty, które zależą między innymi od długości żarnika. Wykonanie żarnika w postaci skrętki, lub podwójnej skrętki powoduje skrócenie żarnika i obniżenie tych strat. Stosuje się też w miejsce argonu, gazy o mniejszym przewodnictwie cieplnym – krypton (żarówka kryptonowa) i jeszcze lepszy ksenon (żarówka ksenonowa). Jednak ich ceny (szczególnie ksenonu) są wysokie, co ogranicza ich stosowanie.

## Żarówka halogenowa

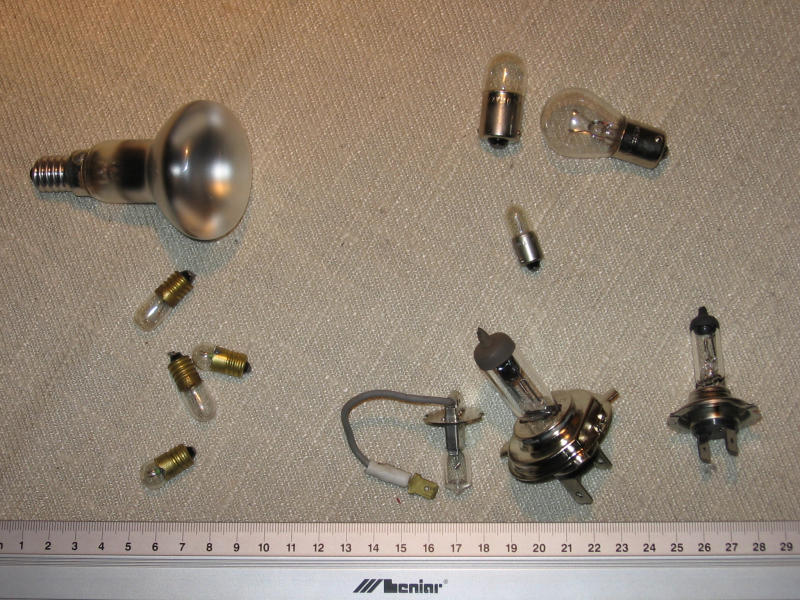
Żarówki różnego typu: halogenowe i próżniowe

W żarówkach halogenowych do wnętrza bańki wprowadzony jest oprócz gazu obojętnego halogen, najczęściej jod. Halogen tworzy związek chemiczny z wolframem (parami wolframu w bańce i na ściankach bańki), związek ten krąży wraz z gazem w bańce, a w temperaturze panującej blisko żarnika rozpada się na wolfram i jod. W rezultacie tej reakcji następuje przenoszenie cząstek wyparowanego wolframu z bańki na żarnik. Proces ten nazywa się halogenowym cyklem regeneracyjnym. Występowanie tego cyklu pozwala zwiększyć temperaturę żarnika do około 3200 K, zatem żarówki halogenowe cechują się jeszcze wyższą skutecznością świetlną (do 18 lumenów/wat).
Podane temperatury pracy żarnika odnoszą się do standardowych lamp, dla których przewidziano średni czas pracy 1000 godzin. Czasami, w sytuacjach gdy wymagane jest uzyskanie światła bardziej zbliżonego do światła dziennego, np. na planie zdjęciowym, stosuje się żarówki pracujące z wyższą temperaturą żarnika (w podręcznikach fotografii i kinematografii określane jako „żarówki przewoltowane”), trwałość tych lamp jest znacznie mniejsza, choć w praktyce można ją wydłużyć poprzez regulację napięcia: podczas ustawiania planu zdjęciowego (co trwa czasem kilka godzin) oprawy oświetleniowe zasila się 40-50% napięcia znamionowego, podając pełne napięcie tylko w momencie wykonywania zdjęć, czyli przez kilka do kilkunastu minut.

## Skuteczność świetlna
Skuteczność świetlna lampy żarowej zależy od kilku czynników: materiału z którego wykonane jest włókno żarowe, sposobu wykonania włókna, zawartości bańki, napięcia zasilającego oraz ostatecznie mocy. Większość z tych parametrów w nowoczesnych żarówkach jest niezmienna. Włókno żarowe wykonane jest z wolframu jako podwójna skrętka, bańka wypełniona jest gazem obojętnym a napięcie zasilające w Polsce to 230 V. Zmienia się jedynie moc lampy. Im większa jest moc żarówki, tym mniejsze straty energii i w konsekwencji większa sprawność. Poniższe tabele przedstawiają skuteczność świetlną dla większości typowych mocy żarówek głównego szeregu.
| Moc lampy [W] | Strumień [lm] | Skuteczność [lm/W] |
| ------------- | ------------- | ------------------ |
| 15            | 90            | 6,0                |
| 25            | 220           | 8,8                |
| 30            | 315           | 9,7                |
| 40            | 420           | 10,5               |
| 60            | 710           | 11,8               |
| 75            | 940           | 12,5               |
| 100           | 1360          | 13,6               |
| 150           | 2160          | 14,4               |
| 200           | 3040          | 15,2               |
| 300           | 4850          | 16,2               |
| 500           | 8300          | 16,6               |

| Moc lampy [W] | Strumień [lm] | Skuteczność [lm/W] |
| ------------- | ------------- | ------------------ |
| 60            | 840           | 14,0               |
| 100           | 1600          | 16,0               |
| 150           | 2500          | 16,7               |
| 200           | 3500          | 17,5               |
| 300           | 5300          | 17,7               |
| 500           | 9500          | 19,0               |
| 750           | 16100         | 21,5               |
| 1000          | 22000         | 22,0               |
| 1500          | 33000         | 22,0               |
| 2000          | 44000         | 22,0               |

| Źródło światła                 | Skuteczność świetlna [lm/W] |
| ------------------------------ | --------------------------- |
| lampa żarowa                   | 5,75–16,6                   |
| lampa żarowo-rtęciowa          | 10–26                       |
| żarówka halogenowa             | 14–28,5                     |
| lampa rtęciowa                 | 36–61                       |
| świetlówka liniowa             | 40–105                      |
| lampa metalohalogenkowa        | 50–120                      |
| wysokoprężna lampa sodowa      | 68–150                      |
| niskoprężna lampa sodowa       | 100–206                     |
| Typowa lampa z białą diodą LED | 70–100                      |
| biała dioda LED                | <84–303                     |

## Zamienniki żarówek

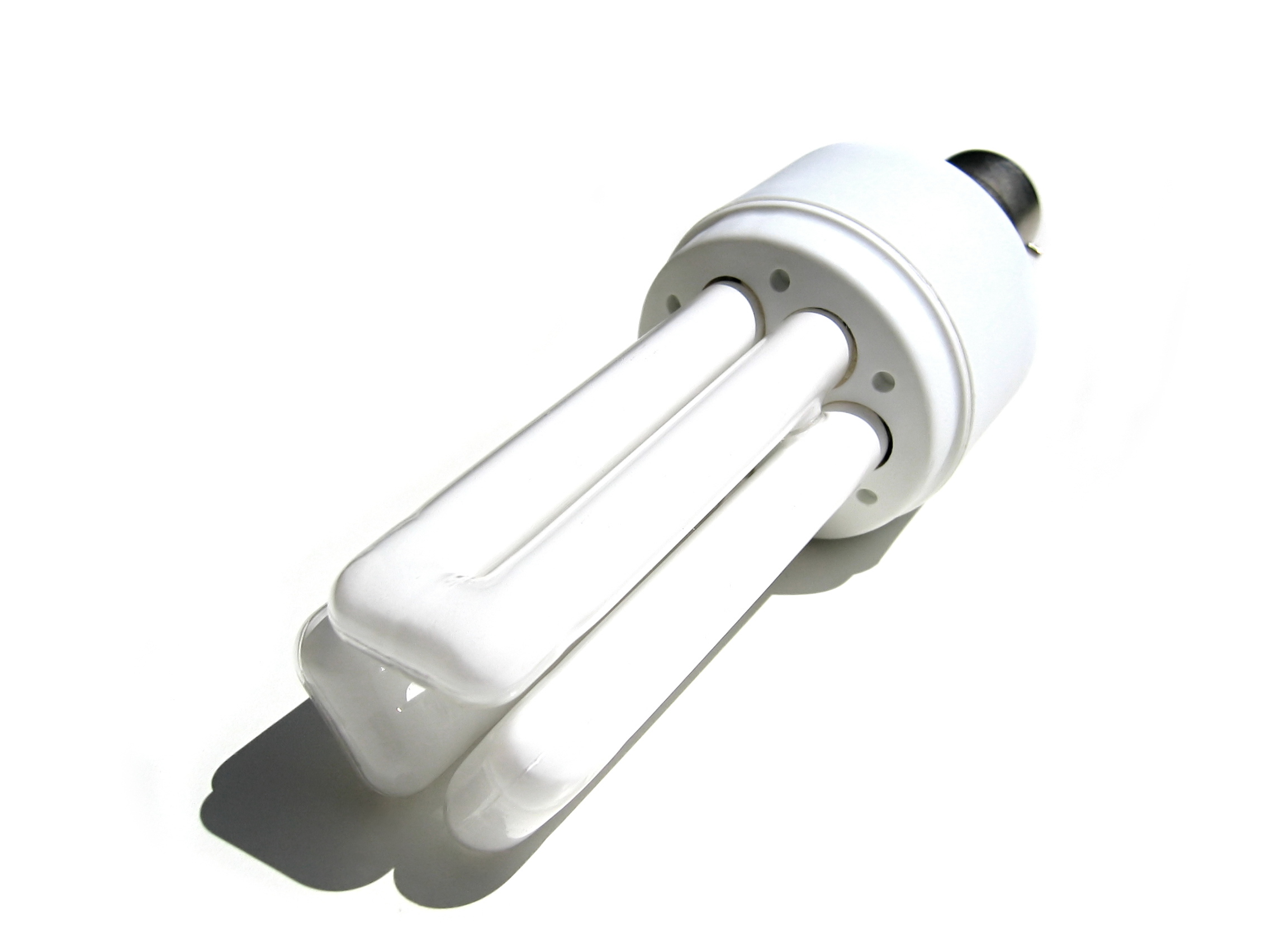
Kompaktowa lampa fluorescencyjna zwana potocznie (chociaż niepoprawnie) „żarówką energooszczędną”

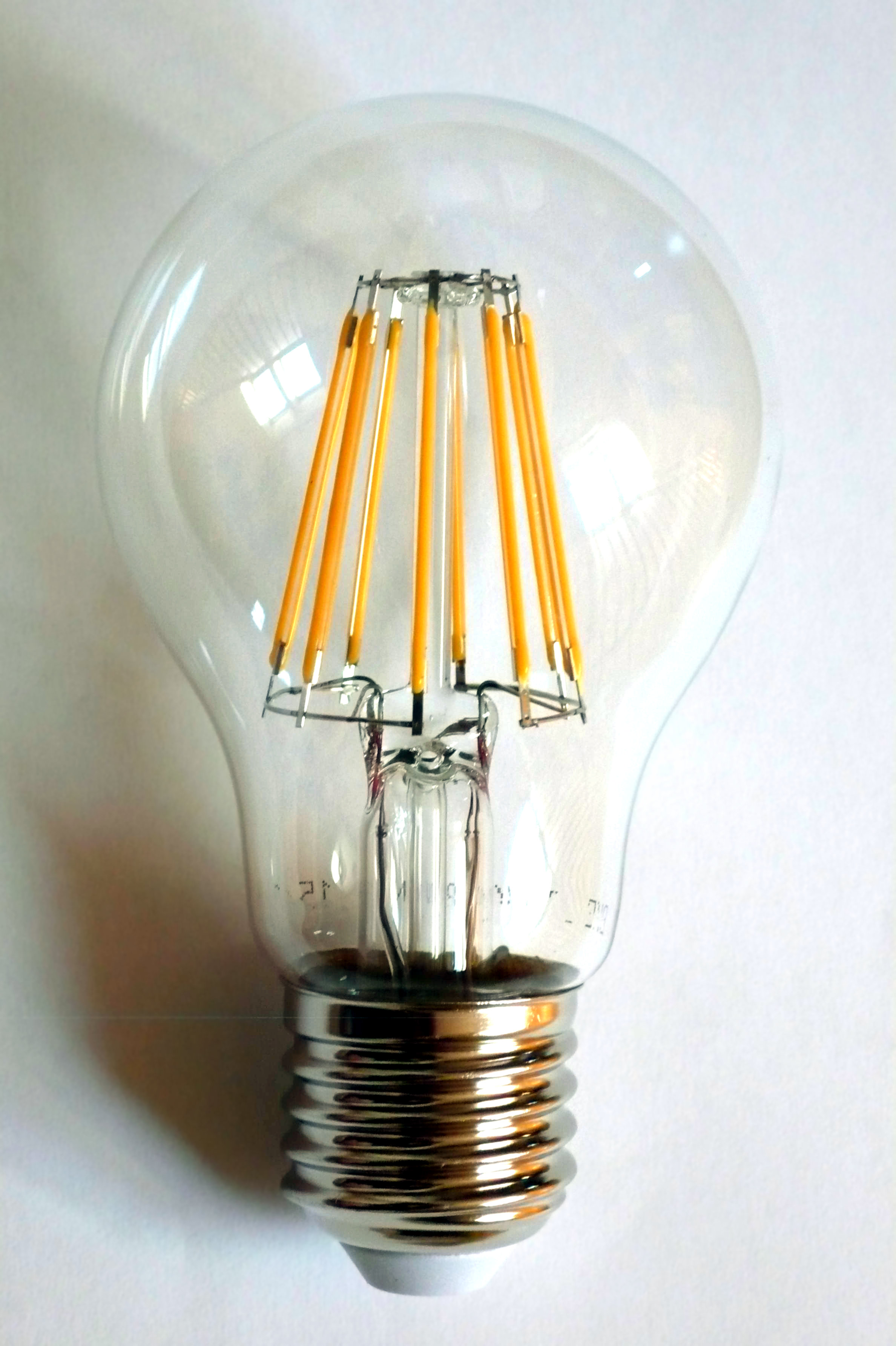
Lampa diodowa LED z gwintem Edisona E27 (27 mm), w kształcie przypominająca żarówkę tradycyjną z ośmioma pionowymi włóknami pokrytymi luminoforem typu LED COB

Ze względu na niską sprawność żarówki zastępowane są źródłami światła wykonanymi w innych technologiach. Od ok. połowy XX w. zaznacza się coraz większy udział lamp wyładowczych. Używane powszechnie w zastosowaniach profesjonalnych (oświetlenie ulic, biur, hal produkcyjnych), na przełomie XX i XXI w. trafiają „pod strzechy” w postaci zintegrowanych świetlówek kompaktowych z elektronicznym układem zapłonowo-stabilizacyjnym w korpusie i z możliwością zamontowania bez dodatkowych układów w miejsce standardowych żarówek. Jeszcze innym zamiennikiem tradycyjnych żarówek polecanym ówcześnie przez Unię Europejską do stosowania w gospodarstwach domowych była energooszczędna żarówka halogenowa pozbawiona wad świetlówek kompaktowych, czyli małej wierności w oddawaniu barw otoczenia, dużych rozmiarów, rtęci, migotania, oraz głównej wady oferowanych wówczas diod elektroluminescencyjnych, czyli wysokiej ceny.
Ten etap okazał się jednak przejściowy i od lat 10. XXI w. następuje żywiołowy rozwój technologii oświetleniowej LED. Obecnie na rynku lampy LED zdobyły pozycję dominującą jako zamienniki dla żarówek tradycyjnych, co wynika m.in. z faktu wycofywania w wielu krajach żarówek energochłonnych, dużej trwałości sięgającej nawet 100 tysięcy godzin pracy, wysokiej sprawności świetlnej, rozwoju technologii wytwarzania LED, dostępności wielu różnych typów i odmian oraz rosnącej skali ich produkcji, powodującej dynamiczny spadek cen.
Prawidłowa wartość strumienia świetlnego dla zamienników tradycyjnych żarówek, według Unii Europejskiej:
- 15 W – 136 lm
- 25 W – 249 lm
- 40 W – 470 lm
- 60 W – 806 lm
- 75 W – 1055 lm
- 100 W – 1521 lm
- 150 W – 2452 lm
- 200 W – 3452 lm

## Ograniczenia sprzedaży żarówek

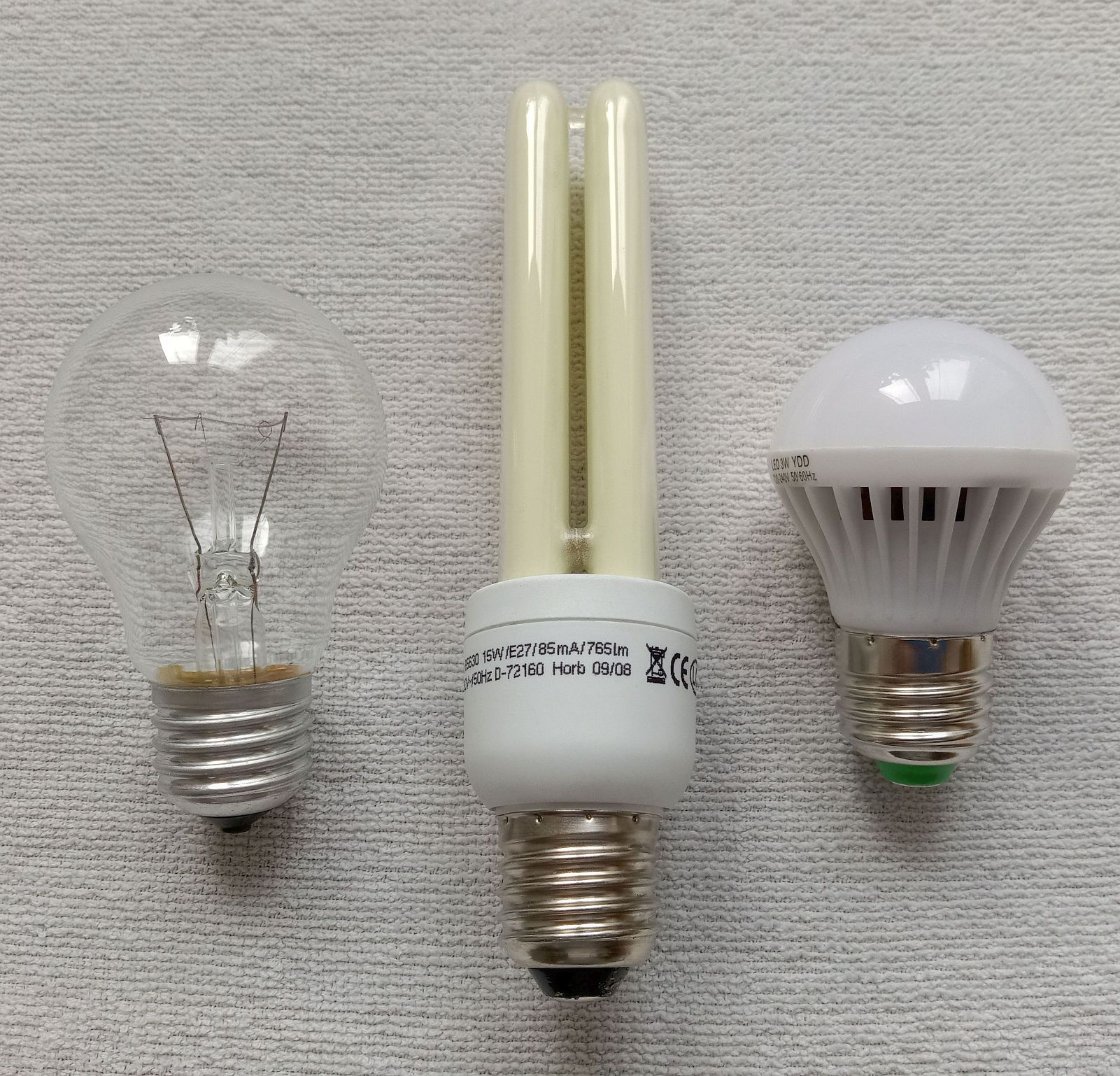

Od 1 września 2009 zgodnie z Rozporządzeniem Komisji (WE) nr 244/2009 obowiązującym w Unii Europejskiej żarówki stuwatowe zostają przekwalifikowane na „lampy do celów specjalnych”, a na ich opakowaniach ma się pojawić wyraźny i dobrze widoczny napis, że „lampa nie nadaje się do oświetlenia pomieszczeń domowych”. Stanowiło to początek procesu wycofywania z użytku energochłonnych żarówek, zaplanowanego do 2012 r. Na rynku pozostawiono ich energooszczędne substytuty: ulepszone żarówki wykonane w technologii halogenowej, kompaktowe lampy fluorescencyjne i lampy diodowe (LED). Wkrótce po wejściu ograniczenia w życie ceny zamienników wzrosły o 20–25%. Tradycyjne żarówki są nadal dostępne w sprzedaży, jedyną różnicą do wcześniejszego stanu jest wyżej wymienione ostrzeżenie na opakowaniu oraz inna nazwa (np. żarówka wstrząsoodporna, przemysłowa itd.). W innych krajach Unii Europejskiej są one dostępne pod nazwą rough-service bulb (Wielka Brytania) czy heat ball (Niemcy). 
| Data               | Maksymalna moc żarówek, których sprzedaży zakazano |
| ------------------ | -------------------------------------------------- |
| 1 września 2009 r. | 100 watów + wszystkie rodzaje żarówek matowych     |
| 1 września 2010 r. | 75 watów                                           |
| 1 września 2011 r. | 60 watów                                           |
| 1 września 2012 r. | 25 watów                                           |